# Rafting

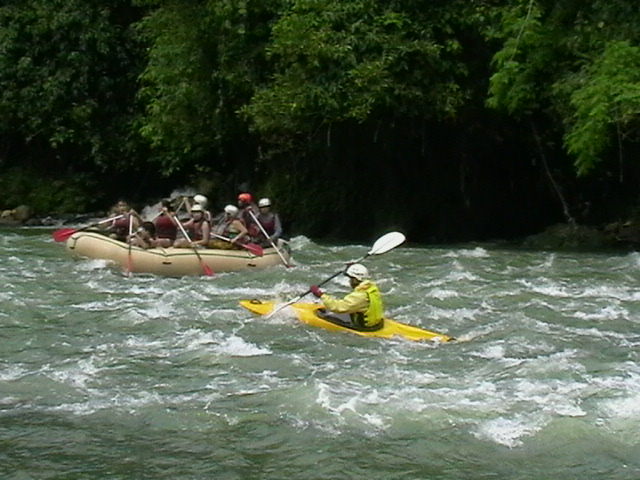
Rafting na divoké vodě v Cagayan de Oro River, Filipíny

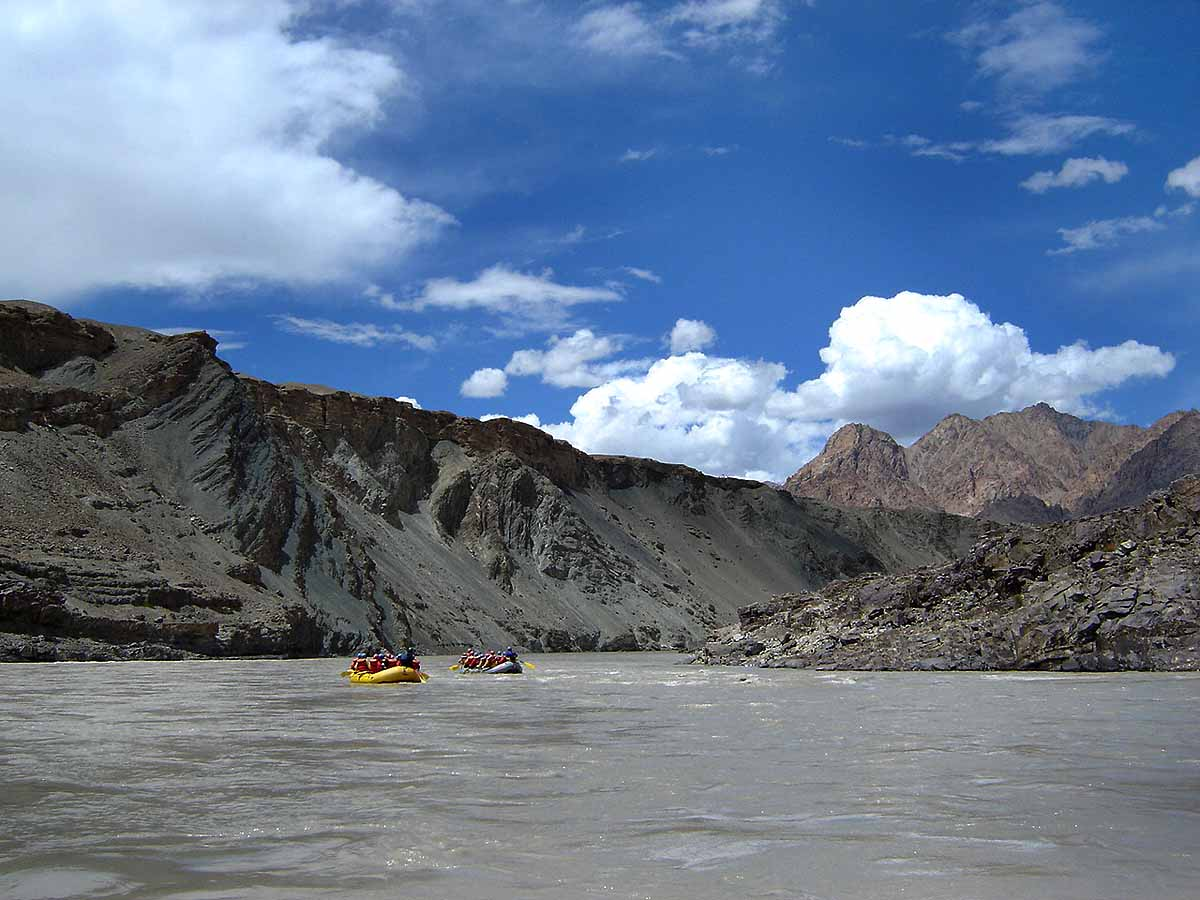
Rafting v Ladaku v Indii

Rafting je vodní sport, který je provozován na nafukovacím raftu. Spočívá ve sjíždění vodních toků různého stupně obtížnosti. Rafting je považován za extrémní sport. [zdroj?]
Jsou pravidelně pořádána mistrovství Evropy i mistrovství světa, v nichž závodí čtyřčlenná nebo šestičlenná družstva (posádky raftu) ve sjíždění divoce tekoucích řek.

## Historie v České republice
Začátek Raftingu v Československu byl od 50. let 20. století, kdy se začaly sjíždět řeky na armádních nafukovacích člunech. V Československu v 80. letech 20. století začala výroba prvního raftu z názvem Matylda. První česká reprezentace v raftingu se zúčastnila v roce 1990 neoficiálního mistrovství světa konaného ve Spojených státech amerických. V roce 1992 byly pořádány první závody čtyřmístných raftů v České republice. 